# ルシュニャ県
ルシュニャ県（ルシュニャけん、アルバニア語: Rrethi i Lushnjës、英語: Lushnje District）は、アルバニアのフィエル州に属する県。2010年1月1日現在の人口は143,276人で、面積は712km2である。県都はルシュニャ（アルバニア語: Lushnja）。
山国アルバニアとしては比較的農業の盛んな県であり、アルバニア国内の食料庫の役割を果たしている。社会主義体制下では食品加工や建設資材関連の工場が数多く存在したが、体制崩壊による余波で軒並み破綻した。社会主義体制下ではフィエル県と並び、グラディシュタをはじめとする多くの村落で強制収容所が造られた。

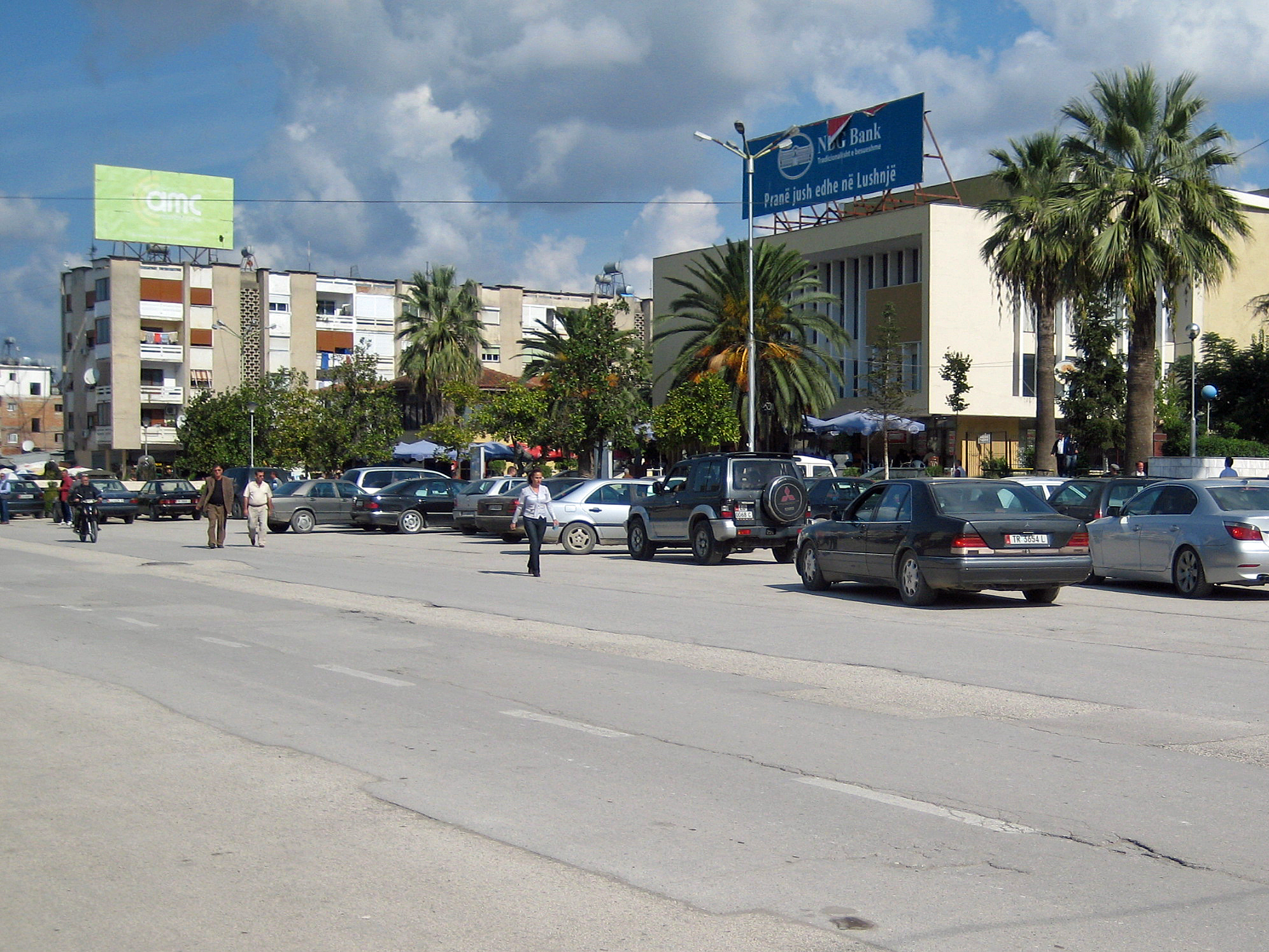
ルシュニャ市内

## 下部行政区画
- Bashkia Divjakë
- Bashkia Lushnje（ルシュニャ）
- Komuna Allkaj
- Komuna Ballagat
- Komuna Bubullimë
- Komuna Dushk
- Komuna Fier-Shegan
- Komuna Golem-Lushnje
- Komuna Grabjan
- Komuna Gradisht（グラディシュタ）
- Komuna Hysgjokaj
- Komuna Karbunarë
- Komuna Kolonjë
- Komuna Krutje
- Komuna Remas
- Komuna Tërbuf